# 순천남초등학교
순천남초등학교는 대한민국 전라남도 순천시 저전동에 있는 공립 초등학교로, 이 학교는 아직 대한제국 시대 말기였던 1906년 4월 1일에 전남순천승명보통학교로 처음 개교하였다.

## 학교 연혁
- 1906년 4월 1일 사립승명학교 개교
- 1911년 11월 1일 순천공립보통학교(4년제) 인가
- 1921년 2월 16일 6년제 인가
- 1926년 5월 5일 현 위치로 이전
- 1938년 4월 1일 순천남공립심상소학교로 개칭[1]
- 1941년 4월 1일 순천남공립국민학교로 개칭[2]
- 1950년 4월 1일 순천남국민학교로 개칭
- 1984년 6월 1일 병설유치원 개원
- 1996년 3월 1일 순천남초등학교로 개칭[3]
- 1996년 3월 1일 순천서국민학교 통합
- 1996년 3월 1일 삼거분교장 편입
- 1999년 9월 1일 삼거분교장 통합
- 2018년 3월 1일 제40대 조승래 교장 부임
- 2020년 2월 14일 제110회 졸업

## 참고 자료
- 순천남초등학교 - 한국교육학술정보원 학교알리미